# Tupinambá
El término tupinambá es un etnónimo que significa el más antiguo o el primero,[cita requerida] y se refiere a una nación indígena de la que formaban parte los tamoios, los temiminóes, los tupiniquíes y los tupinambáes propiamente dichos. 
Cuando se habla de los tupinambás, se hace referencia a las tribus que conformaron la Confederación de los Tamoios, cuyo objetivo era luchar contra las tribus portuguesas, conocidos con el nombre de perós. A pesar de compartir un mismo origen étnico, las distintas tribus que componían la nación tupinambá luchaban constantemente entre sí, movidas por el deseo de venganza que resultaba en guerras sangrientas en las que los prisioneros eran capturados para ser sacrificados en rituales antropofágicos. 
Era común entre los tupinambáes el culto a ciertos héroes culturales, como los llama Alfred Métraux en su libro A Religião dos Tupinambás. Según este autor, los héroes culturales eran divinidades que habían creado o dado inicio a la cultura indígena. Era común la invocación a los espíritus de los pajés, el uso de maracás o artefactos místicos cuyo uso era obligatorio en cualquier ceremonia.

## Idioma
Como nación, los tupinambáes dominaban casi todo el litoral brasileño y poseían una lengua común, llamada por los portugueses "idioma común" (língua geral). La lengua tupinambá es la base del ñe'engatú que fue la lengua inicial de la colonización de Brasil y que aún tiene alrededor de 30.000 hablantes.
La lengua tupinambá es la fuente de numerosos préstamos léxicos en portugués (e indirectamente a otras lenguas), especialmente en el campo de la flora y la fauna autóctonas de la región amazónica. Algunos ejemplos son tapioca (< typyʔók-a) , jaguar (< jawár-a), mandioca (< maniʔók-a), tucán (< tukán-a) o tapir (< tapiʔír-a).

## Territorio
Los tupinambáes de la región sureste de Brasil ocupaban un amplio territorio que se extendía del río Juqueriquerê, en São Sebastião (São Paulo), hasta el Cabo de São Tomé, en el estado de Río de Janeiro. El grueso de la nación indígena vivía en las inmediaciones de la Bahía de Guanabara, donde explotaban las salinas, cuya producción vendían a los franceses, con quienes se aliaron cuando establecieron la colonia de Francia Antártica en la Bahía de Guanabara.

## Historia colonial
Las tentativas de esclavización de los indios para servir en los ingenios de caña de azúcar en el núcleo Vicentino propiciaron la unificación de las tribus indígenas bajo el mando de Cunhambebe, liga que fue llamada Confederación de los Tamoios. Ésta agrupaba a todas las aldeas de los tupinambáes, desde São Paulo y el valle del Paraíba (São José dos Campos, Taubaté e outras) hasta el actual cabo de São Tomé.
Es en este tiempo que Manuel da Nóbrega y José de Anchieta fueron llevados por José Adorno en una embarcación hasta Iperoig (la actual Ubatuba), para intentar hacer las paces con los indígenas. Se dice que Nóbrega volvió a São Vicente con Cunhambebe y Anchieta fue hecho prisionero por los tupinambáes en Ubatuba. En este período, habría escrito el Poema da Virgem. Otros hechos legendarios y fantásticos habrían ocurrido en el cautiverio, como la levitación de Anchieta entre los indios, que quedaron horrorizados y lo tildaron de hechicero. 
Como quiera que haya sido, los religiosos habrían de conseguir el desmantelamiento de la Confederación, acordando la Paz de Iperoig, primer tratado de paz firmado en América. Después de consumadas las negociaciones, Nóbrega advirtió a los indios que si de desdecían del compromiso hecho, serían arrasados, cosa que de hecho ocurrió. Cuando los portugueses atacaron a los franceses en Río de Janeiro, estos últimos pidieron apoyo a los indios, que se convirtieron en sus aliados en la guerra. Así las cosas, los portugueses emprendieron el exterminio de los pobladores de las aldeas de la Bahía da Guanabara, en la segunda mitad del siglo XVI. Los que se salvaron fueron aquellos que se enmontaron en la selva o fueron asimilados por los colonos de Ubatuba, dando origen a la población caiçara de aquella región.